# ポロロンえほん
ポロロンえほんは、1961年4月13日から1962年3月15日までNHK教育テレビジョンで放送された幼児向け連続人形劇である。「幼稚園・保育所の時間」情操教育番組。

## 概要
おもちゃの世界の物語。

## 放送時間
- 木曜日 10:40 - 11:00

## キャラクター
- キューピーさん[1]
- ロボットくん[1]
- サルくん[1]
- フランス人形さん[1]
- クマさん[1]

## 声の出演
- 新村礼子

## スタッフ
- 人形：竹田人形座

## 放送リスト
| 回 | タイトル                   | 放送日         |
| -- | -------------------------- | -------------- |
| 1  | きょうから おともだち      | 1961年04月13日 |
| 2  | さくらがさいた             | 1961年04月20日 |
| 3  | おかずはなあに             | 1961年04月27日 |
| 4  | こいのぼりさん こんにちは  | 1961年05月04日 |
| 5  | みんなのおかあさん         | 1961年05月11日 |
| 6  | キッキーたべすぎ           | 1961年05月18日 |
| 7  | おやまのゆめをみる         | 1961年05月25日 |
| 8  | つばめのあかちゃん         | 1961年06月01日 |
| 9  | はとどけい                 | 1961年06月08日 |
| 10 | てるてるぼうず             | 1961年06月15日 |
| 11 | ひよこがうまれた           | 1961年06月22日 |
| 12 | ピーちゃんのおたんじょうび | 1961年06月29日 |
| 13 | たなばたさま               | 1961年07月06日 |
| 14 | なつはいいな               | 1961年07月13日 |
| 15 | おやまのうえから           | 1961年07月20日 |
| 16 | たいふうがきた             | 1961年09月07日 |
| 17 | うみのともだち             | 1961年09月14日 |
| 18 | おつきさま こんばんは      | 1961年09月21日 |
| 19 | すずむしさん まつむしさん  | 1961年09月28日 |
| 20 | あかかて しろかて          | 1961年10月05日 |
| 21 | あかとんぼといっしょに     | 1961年10月12日 |
| 22 | もりへえんそく             | 1961年10月19日 |
| 23 | いっぽんあしのかかし       | 1961年10月26日 |
| 24 | ほんをみましょう           | 1961年11月02日 |
| 25 | もみじがまっか             | 1961年11月09日 |
| 26 | あまがき しぶがき          | 1961年11月16日 |
| 27 | つみきのおしろ             | 1961年11月30日 |
| 28 | ストーブごんごん           | 1961年12月07日 |
| 29 | たきびだ たきびだ          | 1961年12月14日 |
| 30 | もうすぐクリスマス         | 1961年12月21日 |
| 31 | たこたこあがれ             | 1962年01月11日 |
| 32 | こおりのうえで             | 1962年01月18日 |
| 33 | ねずみとおもち             | 1962年01月25日 |
| 34 | おにはそと                 | 1962年02月01日 |
| 35 | ゆきだるま                 | 1962年02月08日 |
| 36 | こぐまのおうち             | 1962年02月15日 |
| 37 | おやまをすべろう           | 1962年02月22日 |
| 38 | おひなさまといっしょ       | 1962年03月01日 |
| 39 | ヘリコプター               | 1962年03月08日 |
| 40 | さようなら                 | 1962年03月15日 |